# Mariage du prince Edward et de Sophie Rhys-Jones
Le mariage du prince Edward et de Sophie Rhys-Jones a eu lieu le 19 juin 1999 dans la chapelle Saint-Georges du château de Windsor. Le prince Edward a été créé comte de Wessex quelques heures avant la cérémonie.

## Rencontre et fiançailles
Le prince Edward (fils cadet de la reine Élisabeth II et du prince Philip, duc d'Édimbourg) et Sophie Rhys-Jones (fille de Christopher Rhys-Jones, un directeur des ventes, et de Marie O 'Sullivan, qui est secrétaire) se rencontrent pour la première fois en 1987. Ils se revoient une nouvelle fois en 1993 pour récolter des fonds pour une œuvre caritative. Après plusieurs années de spéculations, leurs fiançailles sont annoncées le 6 janvier 1999,. 

## Cérémonie de mariage
Le mariage a lieu à la chapelle Saint-Georges du château de Windsor. Le couple a fait savoir qu'il ne souhaitait pas que son mariage soit un mariage d'État, c'est pourquoi aucun politicien n'était présent. Le mariage est l'événement le plus important pour la ville depuis les funérailles de George VI en 1952. Les témoins du marié sont ses frères, le prince Charles (actuellement Charles III) et le prince Andrew. Les enfants d'honneurs sont les enfants d'amis du couple : Camilla Hadden (8 ans), Olivia Taylor (5 ans), Felix Sowerbutts (7 ans) et Harry Warburton (6 ans). Sophie arrive avec son père en Rolls-Royce, qui l'accompagne jusqu'à l'autel. La robe de la mariée a été réalisée par Samantha Shaw. Elle portait des manches longues, avec une traîne ivoire. Sophie porte un diadème faisant partie de la collection privée de la reine Élisabeth II, ainsi qu'un collier en perles orné d'une croix offert par Edward ; Sophie, pour sa part, lui a offert une montre en or. Après la cérémonie, le bouquet de la mariée est déposée sur la tombe du soldat inconnu (tradition instaurée par Elizabeth Bowes-Lyon lors de son mariage avec le prince Albert (futur George VI). Le repas du mariage se déroule au château de Windsor, tandis que le couple passe sa lune de miel au château de Balmoral.

## Diffusion
La cérémonie de mariage est suivie par 200 millions de personnes dans le monde.

## Liste des invités

### Famille du marié
- S.M. la reine et S.A.R. le duc d'Édimbourg (parents du marié)
  - S.A.R. le prince de Galles (frère du marié)
    - S.A.R. le prince William de Galles (neveu du marié)
    - S.A.R. le prince Henry de Galles (neveu du marié)

  - S.A.R. la princesse royale et Sir Timothy Laurence (sœur et beau-frère du marié)
    - M. Peter Phillips (neveu du marié)
    - Mlle Zara Phillips (nièce du marié)

  - S.A.R. le duc d'York (frère du marié)
    - S.A.R. la princesse Béatrice d'York (nièce du marié)
    - S.A.R. la princesse Eugénie d'York (nièce du marié)
- S.M. la reine-mère (grand-mère du marié)
  - S.A.R. la princesse Margaret, comtesse de Snowdon et le comte de Snowdon (tante du marié et son ex-mari)
    - Lady Sarah Chatto et Daniel Chatto (cousine du marié et son époux)
- S.A.R. la princesse Alice, duchesse de Gloucester (grand-tante du marié)
  - LL.AA.RR. le duc et la duchesse de Gloucester (cousin germain au premier degré du marié et son épouse)
    - Lady Davina Windsor (cousine au second degré du marié)
    - Lady Rose Windsor (cousine au second degré du marié)
- LL.AA.RR. le duc et la duchesse de Kent (cousin germain au premier degré du marié et son épouse)
  - Le comte et la comtesse de St Andrews (cousin au second degré du marié et son épouse)
  - Lady Helen Taylor et M. Timothy Taylor (cousine au second degré du marié et son époux)
  - Lord Nicholas Windsor (cousin au second degré du marié)
- S.A.R. la princesse Alexandra et Sir Angus Ogilvy (cousine germaine du marié au premier degré et son époux)
  - M. James Ogilvy et son épouse (cousin au second degré du marié)
- LL.AA.RR. le prince et la princesse Michael de Kent (cousin germain au premier degré du marié et son épouse)
  - Lord Frederick Windsor (cousin au second degré du marié)
  - Lady Gabriella Windsor (cousine au second degré du marié)

### Famille de la mariée
- Christopher et Mary Rhys-Jones (parents de la mariée)
  - David et Zara Rhys-Jones (frère et belle-sœur de la mariée)

### Membres des familles royales étrangères
- Brunei : LL.MM. le sultan et la reine du Brunei
- Danemark : LL.AA.RR. le prince Joachim et la princesse Alexandra de Danemark
- Grèce : S.M. la reine Anne-Marie de Grèce et S.A.R. le prince Nikólaos de Grèce
- Hanovre : S.A.R. le prince Georges-Guillaume de Hanovre
- Jordanie : LL.AA.RR. le prince Hassan bin Talal et la princesse Sarvath al-Hassan
- Luxembourg : LL.AA.RR. le prince Guillaume et la princesse Sibilla
- Espagne : S.A.R. le prince des Asturies

### Autres invités notables
- Anthony Andrews, acteur britannique
- Michael Ball, chanteur britannique
- John Cleese, acteur, scénariste et humoriste britannique
- Robbie Coltrane, acteur britannique
- Harry Connick Jr., acteur, producteur, pianiste, présentateur, chanteur et compositeur américain
- Billy Connolly, humoriste, acteur, compositeur, scénariste et producteur britannique
- Charles Dance, acteur, réalisateur et scénariste britannique
- Sir David Frost, satiriste, écrivain, journaliste et présentateur de télévision britannique
- Stephen Fry, écrivain, humoriste, acteur et réalisateur britannique
- Duncan Goodhew, nageur britannique
- Tom Jones, chanteur britannique
- Lord Andrew Lloyd Webber, compositeur britannique, et son épouse Lady Madeleine Lloyd Webber
- Nigel Mansell, pilote automobile britannique
- Barry McGuigan, boxeur irlandais
- Robert Powell, acteur britannique
- John Travolta, acteur, chanteur, danseur et producteur de cinéma américain